# Јунион Бриџ (Мериленд)
Јунион Бриџ (енгл. Union Bridge) град је у америчкој савезној држави Мериленд.

## Демографија
По попису из 2010. године број становника је 975, што је 14 (-1,4%) становника мање него 2000. године.
| Група             | 2000.       | 2010.       |
| Белци             | 915 (92,5%) | 890 (91,3%) |
| Афроамериканци    | 55 (5,6%)   | 50 (5,1%)   |
| Азијати           | 1 (0,1%)    | 0 (0,0%)    |
| Хиспаноамериканци | 5 (0,5%)    | 14 (1,4%)   |
| Укупно            | 989         | 975         |